# Upchurch the Redneck
Ryan Edward Upchurch, né le 24 mai 1991 à Nashville, connu sous le nom de scène Upchurch the Redneck ou simplement Upchurch, est un artiste américain de country rap.
Il chante des textes politiquement controversés et est populaire dans le Sud des États-Unis.

## Discographie
- Heart of America (2016)
- Chicken Willie (2016)
- Bad Mutha Fucka (2016)
- Son of the South (2017)
- King of Dixie (2017)
- Creeker (2018)